# Zapa

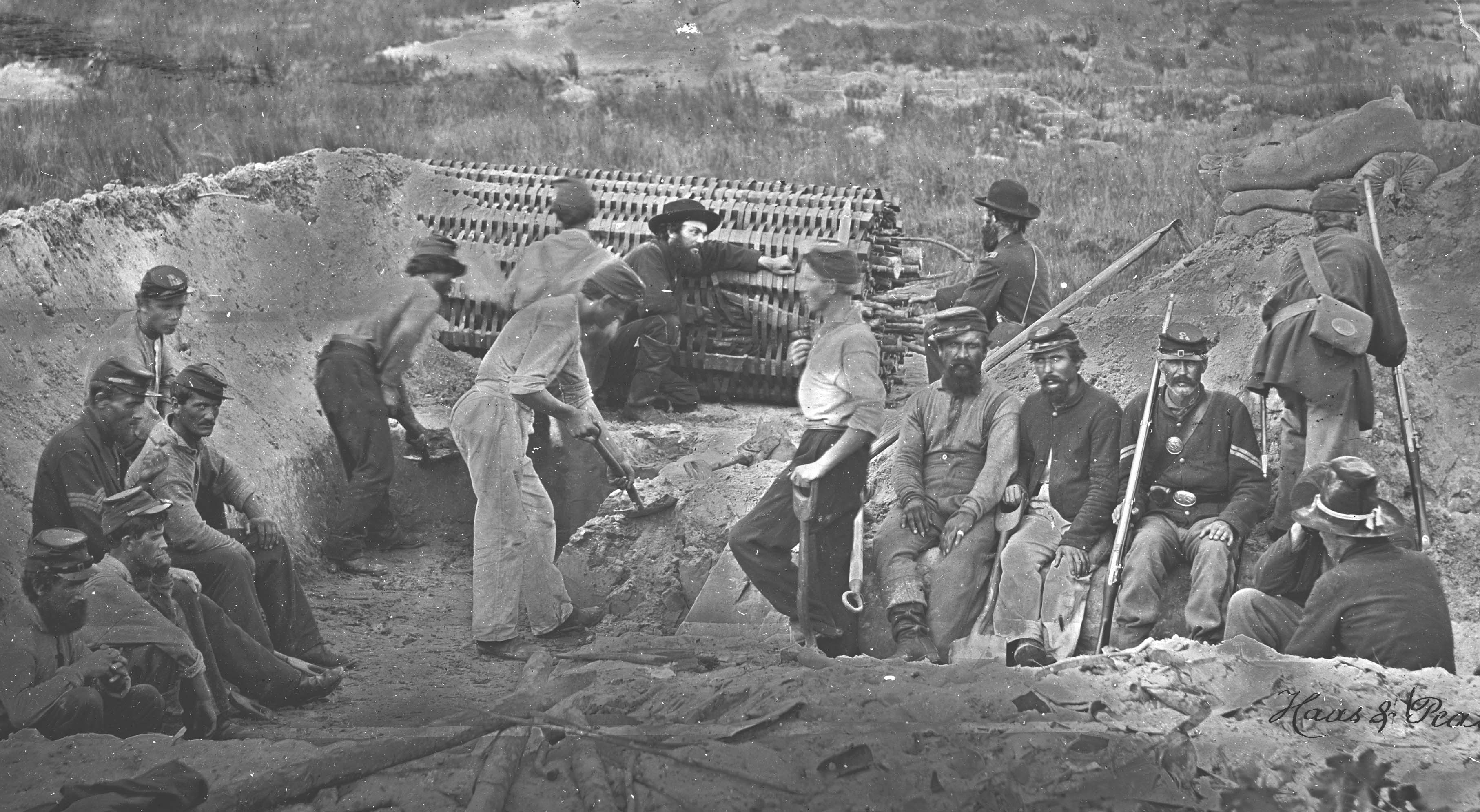
Soldados del 1st New York Engineers cavando una zapa con una maquinaria denominada sap roller en 1863, durante la Guerra de Secesión, en Morris Island.

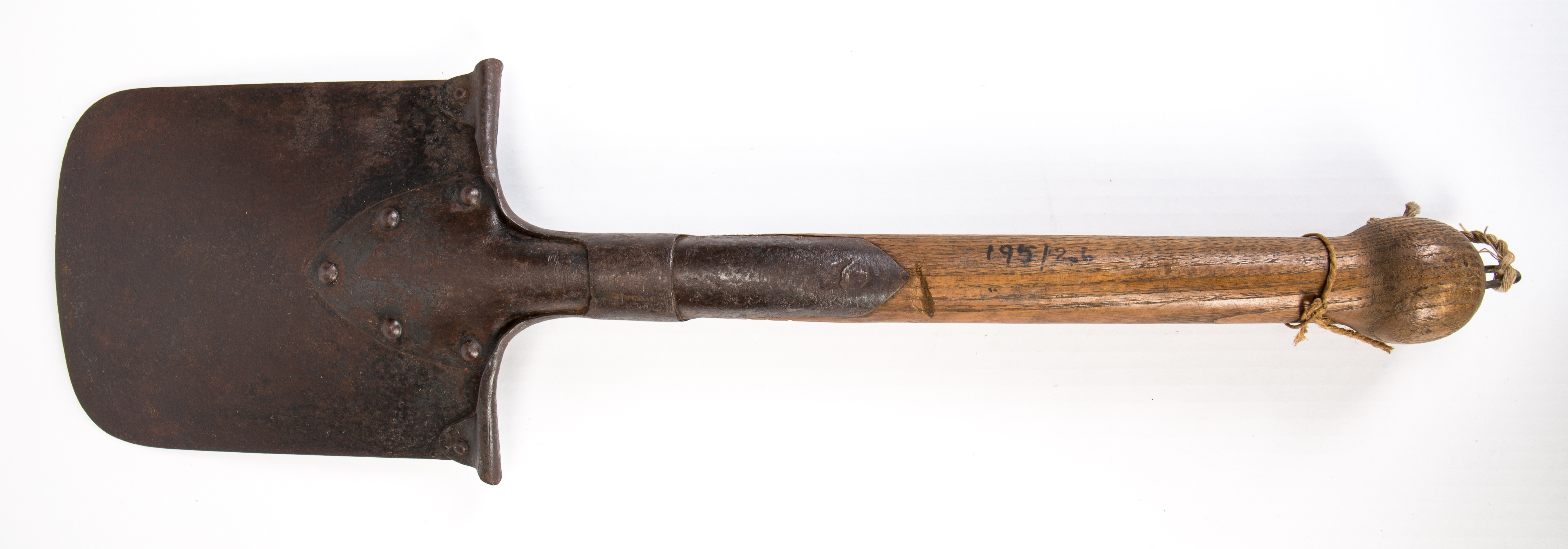
Herramienta utilizada en las trincheras de la I Guerra Mundial por el ejército turco.

Soldado equipado con rifle, cubo y pala.

Zapa es la "excavación o profundidad que hacen los sitiadores en el terreno en que construyen las trincheras, cortando aquel en escalones unos más bajos que otros, de modo que los trabajadores queden por ambos lados a cubierto de los fuegos de la plaza sitiada, cubriendo por encima los retornos de la zapa con blindas, fajinas o tablones cargados de tierra". También se llama así a la "cava o mina que los antiguos soldados practicaban bajo las murallas de una plaza o de un edificio para arruinarlos por medio del hundimiento" y a la "herramienta que los zapadores y gastadores emplean en campaña para levantar la tierra, y consiste en una especie de pala herrada desde la mitad de la parte plana a abajo, que remata en un corte acerado".

## Tipos de zapas
- "Cubierta. La que se va cubriendo con blindas, salchichas y tierra a medida que se va excavando, especialmente la que se ejecuta para bajar al foso de una plaza sitiada a fin de resguardarse de los proyectiles que la guarnición dispare para impedirlo."
- "Doble. La que tiene parapetos por ambos lados."
- "Llena. Ramal de trinchera para aproximarse a la plaza cuando el sitiador está tan cerca de ella que por precisión tiene que sufrir los fuegos de enfilada."
- "Simple. La que solo tiene un parapeto mirando a la plaza o punto cercado."
- "Volante. La que se construye con cestones llenos de tierra."